# Walter Mayer (Altorientalist)
Walter Mayer (* 6. September 1941 in Berlin; † 27. Dezember 2019 in Irenental) war ein deutscher Altorientalist.

## Leben
Nach der Promotion 1969 in Münster („Untersuchungen zur Grammatik des Mittelassyrischen“) und der Habilitation („Nuzi-Studien“) 1977 ebenda lehrte er dort als Professor für altorientalische Philologie. Neben Assyriologie befasste er sich mit der Erforschung des Hurritischen. 

## Schriften (Auswahl)
- Untersuchungen zur Grammatik des Mittelassyrischen. Kevelaer 1971, ISBN 3-7666-8524-4.
- mit Manfried Dietrich und Oswald Loretz: Nuzi-Bibliographie. Kevelaer 1972, ISBN 3-7887-0329-6.
- Nuzi-Studien. Band 1. Die Archive des Palastes und die Prosopographie der Berufe. Kevelaer 1978, ISBN 3-7887-0574-4.
- Politik und Kriegskunst der Assyrer. Münster 1995, ISBN 3-927120-26-X.
- Der hurritische Brief des Dušratta von Mīttānni an Amenḫotep III. Text – Grammatik – Kopie. Münster 2010, ISBN 978-3-86835-049-4.

| Personendaten    | Personendaten            |
| ---------------- | ------------------------ |
| NAME             | Mayer, Walter            |
| KURZBESCHREIBUNG | deutscher Altorientalist |
| GEBURTSDATUM     | 6. September 1941        |
| GEBURTSORT       | Berlin                   |
| STERBEDATUM      | 27. Dezember 2019        |
| STERBEORT        | Irenental                |